# Antwerp Port Epic (vrouwen)
De Antwerp Port Epic bij de vrouwen werd voor het eerst verreden in 2023. Er werd tevens een mannenwedstrijd georganiseerd.

## Geschiedenis
De wedstrijd bij de mannen werd voor het eerst verreden in 2018, nadat deze werd afgesplitst van de Schaal Sels. De eerste vrouweneditie werd georganiseerd in 2023 en deze werd gewonnen door de Belgische Marthe Truyen. De tweede editie werd gewonnen door de Ierse Lara Gillespie.

## Lijst van winnaars

### Overwinningen per land
| Overwinningen | Land                       |
| ------------- | -------------------------- |
| 1             | België, Ierland, Noorwegen |

Mannen: 2018 · 2019 · 2020 · 2021 · 2022 · 2023 · 2024 · 2025
Vrouwen: 2023 · 2024 · 2025